# بزرگراه ارتش
بزرگراه ارتش با نام پیشین بزرگراه ازگل و با شماره بزرگراه ۱۲ یکی از بزرگراه‌های تهران است که جهت شرقی-غربی دارد. این بزرگراه که در شمال‌شرق تهران واقع شده، از جاده لشکرک آغاز شده و به میدان اراج منتهی می‌شود.
محله‌های سوهانک و شهرک‌های محلاتی، نفت و گلها از طریق این بزرگراه به مرکز شهر دسترسی دارند.

## تقاطع ها
| از شرق به غرب           | از شرق به غرب                          | از شرق به غرب |
| ----------------------- | -------------------------------------- | ------------- |
|                         | جاده لشکرک                             |               |
| دوربرگردان (شرق به شرق) |                                        |               |
|                         | خیابان لاله                            |               |
| پایانه لاله             |                                        |               |
| BRT 9 پایانه لاله       |                                        |               |
|                         | بلوار سوهانی                           |               |
| دوربرگردان (شرق به شرق) |                                        |               |
| BRT 9 ایستگاه کوثر      |                                        |               |
|                         | بلوار قائم                             |               |
| BRT 9 ایستگاه قائم      |                                        |               |
| دوربرگردان (شرق به شرق) |                                        |               |
| چهارراه مینی سیتی       | بلوار شاهد بلوار نیروی زمینی           |               |
| BRT 9 ایستگاه محلاتی    |                                        |               |
| ایستگاه متروی محلاتی    |                                        |               |
| دوربرگردان              |                                        |               |
| BRT 9 ایستگاه پیام نور  |                                        |               |
|                         | خیابان نخل                             |               |
| (غرب به جنوب)           | بزرگراه امام علی                       |               |
| BRT 9 ایستگاه اوشان     |                                        |               |
| (غرب به شمال)           | بلوار مژدی                             |               |
| (کنارگذر غرب به شرق)    | بزرگراه صیاد شیرازی بلوار مژدی         |               |
| دوربرگردان (شرق به شرق) |                                        |               |
| (شرق به جنوب)           | بزرگراه امام علی                       |               |
| BRT 9 ایستگاه اراج      |                                        |               |
| دوربرگردان (غرب به غرب) |                                        |               |
| میدان اراج              | خیابان موحد دانش (اقدسیه) خیابان بدیعی |               |
| از غرب به شرق           |                                        |               |